# Handball-DDR-Meisterschaft (Frauen) 1952/53
Mit der Handball-DDR-Meisterschaft der Frauen 1952/53 wurde zum dritten Mal der DDR-Meister im Frauenhandball in der Halle und auf dem Feld ermittelt. Zur Feldhandball-Meisterschaft ist nur das Finalspiel überliefert, welches die BSG Einheit Weimar gewann. In der Halle erreichten 6 Teams die Endrunde um den Meistertitel. Hier gewann die BSG Rotation Leipzig-Mitte.

## Hallenmeisterschaft

### Endrunde der Meisterschaft
| Platz | Verein                     | Tore | Punkte |
| ----- | -------------------------- | ---- | ------ |
| 1     | BSG Rotation Leipzig-Mitte | 5:0  | 4:0    |
| 2     | BSG Lok Wittenberge        | 1:3  | 1:3    |
| 3     | BSG Fortschritt Meerane    | 1:4  | 1:3    |

| Platz | Verein                  | Tore | Punkte |
| ----- | ----------------------- | ---- | ------ |
| 1     | BSG Motor Wismar        | 6:1  | 4:0    |
| 2     | BSG Rotation Babelsberg | 2:3  | 2:2    |
| 3     | BSG Lok Gera            | 1:5  | 0:4    |

### Finale
Das Endspiel fand am 8. Februar 1953 statt.
BSG Rotation Leipzig-Mitte – BSG Motor Wismar 3:1

## Feldmeisterschaft
Nur das Ergebnis des Finalspiels ist bekannt. Es fand am 20. September 1953 statt.
BSG Motor Weimar – BSG Motor West Leipzig 6:4